# 松塚展門
松塚 展門（まつつか のぶかど、1950年 - ）は、山口県岩国市在住の会社経営者、松屋産業株式会社代表取締役であり、岩国生コンクリート協同組合理事、アロプラス協同組合理事長を務める。

## 経歴
1978年3月に東京工業大学大学院理工学研究科（現・東京科学大学工学院）博士課程建築学専攻を修了後、清水建設株式会社勤務を経て、1981年4月より松屋産業株式会社に勤務。1985年8月には同社代表取締役に就任した。1991年5月からは松屋総合研究所の代表も務めている。
日本建築学会終身正会員、土木学会会員、日本コンクリート工学会会員でもある。工学博士、デザイナー、手すり研究家、錦帯橋研究家、書家、作詞家、作曲家など、多岐にわたる分野で活動している。
主な活動経歴は次の通りである。
- 1994年　科学技術庁　第５３回注目発明
- 1996年　やまぐち未来デザイン大賞’96入選 「錦帯橋博物館」[10]
- 1997年　第４回メロウ グランプリ優秀賞
- 1997年　やまぐち未来デザイン大賞’97入選 マトリックス状手摺「テスリックス」[17]
- 1998年　NHKスペシャル「原爆投下・10秒の衝撃」にて、松屋産業株式会社制作の『原爆ドーム在りし日の姿』のCGが採用された[18]
- 2000年　中国地方発明表彰 発明奨励賞受賞 「折り紙等の紙製品の折り曲げ部」[19]
- 2001年 　『錦帯橋のアーチ形状に関する基礎的研究』 日本建築学会　学術講演会[20]
- 2009年 　『錦帯橋における技術の発明と伝承』　コンクリート工学　2009年5月[21]
- 2014年 　footbridge2014（ロンドン）にて錦帯橋の論文発表（共著）[22]
- 2023年 　『錦帯橋アーチ設計に関する研究』日本建築学会論文集（共著）[12][23]

## 論文
- 錦帯橋における技術の発明と伝承
- 錦帯橋アーチ設計に関する研究
- 鋼構造柱梁接合部の歪集中に関する実験的研究 (その 2)
- 鋼構造柱梁接合部の歪集中に関する実験的研究  その 3 梁フランジ取付部近傍の弾性歪集中率及び塑性歪増分の集中率の定式化
- 鋼構造柱梁接合部の歪集中に関する実験的研究(その 4) : 梁フランジ取付部近傍の弾塑性歪集中の近似解析法